# Associazione Calcio Pavia 1950-1951
Questa voce raccoglie le informazioni riguardanti l'Associazione Calcio Pavia nelle competizioni ufficiali della stagione 1950-1951.

## Stagione
Nella stagione 1950-1951 il Pavia disputa il girone A del campionato di Serie C, un torneo di 20 squadre con 38 giornate di campionato, con 53 punti si piazza in terza posizione, il torneo è stato vinto dal Monza con 56 punti che è stato promosso in Serie B, al posto d'onore la Sanremese con 54 punti.
In casa pavese il nuovo Consiglio Direttivo vede alla segreteria Pietro Fortunati e alla presidenza il cav. Gino Gruppi, si punta ad un campionato di vertice, e ci si affida all'esperta regia del nuovo allenatore Alfredo Foni, ex nazionale olimpionico a Berlino nel 1936 e campione del mondo a Parigi nel 1938. Si innestano in squadra diversi giocatori di primo piano, tra i quali il portiere Ezio Lombardi ed il terzino Felice Mariani dal Voghera, i difensori Mario Burini e Felice Cerri dal Fanfulla, il mediano Fausto Braga dal Legnano, gli attaccanti Renzo Gottardo che ritorna dal Vigevano, Sebastiano Buzzin dalla Pro Gorizia, Manlio Cipolla dall'Alessandria, ai quali si aggiungono a dicembre dal Nizza Roberto Serone e dal Catania Aldo Peruzzo. La squadra granata parte in sordina, crescendo di partita in partita tenendo fede alle migliori previsioni termina il girone di andata al quarto posto, nel girone di ritorno infila cinque successi consecutivi. Anche quando ad aprile la "vecchia gloria" juventina Oreste Barale prende il posto di Alfredo Foni passato in Serie A alla Sampdoria, il Pavia continua fino al termine del campionato ad insidiare il primato della capolista Monza.

## Rosa
| N. |                   | Ruolo | Calciatore        |
| -- | ----------------- | ----- | ----------------- |
|    | Italia (bandiera) | A     | Luciano Alghisi   |
|    | Italia (bandiera) | C     | Fausto Braga      |
|    | Italia (bandiera) | D     | Mario Burini      |
|    | Italia (bandiera) | C     | Sebastiano Buzzin |
|    | Italia (bandiera) | C     | Giuseppe Castelli |
|    | Italia (bandiera) | D     | Felice Cerri      |
|    | Italia (bandiera) | A     | Manlio Cipolla    |
|    | Italia (bandiera) | D     | Angelo Colla      |
|    | Italia (bandiera) | A     | Natale Colla      |

| N. |                   | Ruolo | Calciatore          |
| -- | ----------------- | ----- | ------------------- |
|    | Italia (bandiera) | D     | Luigi Frigerio      |
|    | Italia (bandiera) | C     | Costantino Galbiati |
|    | Italia (bandiera) | C     | Dino Gazzaniga      |
|    | Italia (bandiera) | A     | Renzo Gottardo      |
|    | Italia (bandiera) | P     | Ezio Lombardi       |
|    | Italia (bandiera) | C     | Felice Mariani      |
|    | Italia (bandiera) | A     | Aldo Peruzzo        |
|    | Italia (bandiera) | C     | Silvano Racman      |
|    | Italia (bandiera) | A     | Roberto Serone      |

## Risultati

### Serie C girone A

#### Girone di andata
| Arbitro: | Rabitti (Genova) |

|                     |           |             |
| Ferrario 77’ (rig.) | Marcatori | 34’ Cipolla |

| Arbitro: | Parpaiola (Padova) |

|             |           |              |
| Cipolla 88’ | Marcatori | 60’ Trevisan |

| Arbitro: | Mori (Cremona) |

|                                 |           |              |
| Barbesta 22’ Mariani 46’ (aut.) | Marcatori | 87’ N. Colla |

| Arbitro: | Crivelli (Viareggio) |

|                                                               |           |                                |
| Gottardo 19’ Racman 21’ Cipolla 23’, 63’ Gazzaniga 80’ (rig.) | Marcatori | 33’ (rig.) Siccardi 35’ Rivano |

| Arbitro: | Perego (Milano) |

|  |           |              |
|  | Marcatori | 54’ Gottardo |

| Arbitro: | Zoli (Pontedera) |

|                                   |           |               |
| Alghisi 11’ Buzzin 38’ Racman 82’ | Marcatori | 6’ Re Dionigi |

| Arbitro: | Luzzi (Torino) |

|                |           |                       |
| Cipolla 5’, 9’ | Marcatori | 45’ Penzo 53’ Barbini |

| Arbitro: | Vilella (Trieste) |

|                       |           |             |
| Tacchini 31’ Rosa 78’ | Marcatori | 23’ Alghisi |

| Arbitro: | Rivellini (Genova) |

|            |           |  |
| Racman 41’ | Marcatori |  |

| Arbitro: | Anichini (Firenze) |

|                            |           |             |
| Lavizzari 6’ Borellini 21’ | Marcatori | 88’ Cipolla |

| Arbitro: | Massai (Pisa) |

|                                   |           |  |
| Cipolla 5’ Alghisi 87’ Buzzin 89’ | Marcatori |  |

| Arbitro: | Molon (Verona) |

|             |           |  |
| Cantone 65’ | Marcatori |  |

| Arbitro: | Banda (Treviso) |

|                                  |           |  |
| Braga 58’ Cipolla 71’ (rig.) 78’ | Marcatori |  |

| Arbitro: | Molon (Verona) |

|             |           |                        |
| Biavati 33’ | Marcatori | 35’ Serone 36’ Alghisi |

| Arbitro: | Mazzoni (Parma) |

|             |           |           |
| Cipolla 79’ | Marcatori | 41’ Brena |

| Arbitro: | Piemonte (Monfalcone) |

|  |           |              |
|  | Marcatori | 52’ Gottardo |

| Arbitro: | Forza (Monfalcone) |

|             |           |                         |
| Ferrari 78’ | Marcatori | 77’ Buzzin 89’ Gottardo |

| Biella 21 gennaio 1951 18ª giornata | Biellese             | 0 – 0 | Pavia | Stadio Lamarmora\| Arbitro: \| Michieletto (Mestre) \| |
| Arbitro:                            | Michieletto (Mestre) |       |       |                                                        |

| Arbitro: | Galeati (Bologna) |

|           |           |  |
| Serone 9’ | Marcatori |  |

#### Girone di ritorno
| Arbitro: | Vilella (Trieste) |

|                                       |           |             |
| Serone 12’, 22’, 56’, 73’ Peruzzo 54’ | Marcatori | 88’ Brustia |

| Arbitro: | Righi (Milano) |

|                                         |           |                         |
| Balconi 9’ Madini 39’ Trevisan 49’, 77’ | Marcatori | 8’ Peruzzo 68’ Galbiati |

| Arbitro: | Forza (Monfalcone) |

|                      |           |  |
| Buzzin 43’ Braga 77’ | Marcatori |  |

| Arbitro: | Pignataro (Torino) |

|              |           |           |
| Rostagno 90’ | Marcatori | 1’ Buzzin |

| Arbitro: | Ferrari Aggradi (Firenze) |

|            |           |  |
| Serone 66’ | Marcatori |  |

| Arbitro: | Fortina (Novara) |

|            |           |                      |
| Fiorio 24’ | Marcatori | 4’ Serone 13’ Buzzin |

| Arbitro: | Menchini (Udine) |

|               |           |              |
| Pellicari 66’ | Marcatori | 18’ Gottardo |

| Arbitro: | Molon (Verona) |

|                             |           |  |
| Serone 15’, 59’ Cipolla 32’ | Marcatori |  |

| Arbitro: | Garzelli (Livorno) |

|                        |           |  |
| Gambino 57’ Operto 87’ | Marcatori |  |

| Arbitro: | Vilella (Trieste) |

|                                        |           |            |
| Braga 39’ Cerri 64’ (rig.) Cipolla 69’ | Marcatori | 74’ Oldani |

| Arbitro: | Mazzoni (Parma) |

|  |           |              |
|  | Marcatori | 25’ Castelli |

| Arbitro: | Moratelli (Bologna) |

|                                        |           |  |
| Buzzin 41’ Serone 45’ Peruzzo 61’, 86’ | Marcatori |  |

| Arbitro: | Sinico (Verona) |

|           |           |                             |
| Testa 36’ | Marcatori | 23’, 89’ Serone 90’ Peruzzo |

| Arbitro: | Luzzi (Torino) |

|                         |           |  |
| Castelli 50’ Serone 87’ | Marcatori |  |

| Arbitro: | Vilella (Trieste) |

|              |           |              |
| Barbot 45+2’ | Marcatori | 50’ N. Colla |

| Arbitro: | Marchetti (Milano) |

|                             |           |  |
| Peruzzo 21’, 25’ Buzzin 34’ | Marcatori |  |

| Arbitro: | Cantarelli (Parma) |

|             |           |  |
| Peruzzo 22’ | Marcatori |  |

| Pavia 3 giugno 1951 37ª giornata | Pavia                | 0 – 0 | Biellese | Stadio Comunale\| Arbitro: \| Michieletto (Mestre) \| |
| Arbitro:                         | Michieletto (Mestre) |       |          |                                                       |

| Arbitro: | Tassini (Verona) |

|                           |           |              |
| Savoini 25’ Pietruzzi 49’ | Marcatori | 60’ Gottardo |